# CRACK THE MARIAN
CRACK THE MARIAN（クラック・ザ・マリアン）は日本のパンクロックバンド。1984年結成、1996年活動休止。その後、2009年を皮切りに不定期でライブを行っている。

## メンバー
- KAZUKI（カズキ）：ボーカル - 現在はJUNIORのボーカルとして活動。
- TAICHIRO（タイチロー）：ギター
- YOJIRO（ヨージロー）：ベース
- TERU（テル）：ドラムス - 1995年に脱退。

### 旧メンバー
- MASAHIKO (マサヒコ）：ボーカル - 初代ボーカル。1985年に脱退。

## 略歴
1984年
- THE CRACKとTHE MARIANという2組のバンドが合体してCRACK THE MARIAN結成。当時のメンバーはMASAHIKO（ボーカル）、KAZUKI（ギター）、TAICHIRO（ギター）、YOJIRO（ベース）、TERU（ドラム）。全員札付きの不良だった。
- 9月　福居ショウジン監督のインディーズ映画「METAL DAYS」に出演。

1985年
- 1月　MASAHIKO脱退。
- 12月25日　EP「VIVA LA SCANDAL PARTY」発売。ジャケットにはトレイシー・ローズの写真を使用。なお、本作のレコーディングは84年の9月～12月にかけて行われたため、収録曲は全てMASAHIKOがヴォーカルを担当している。

1987年
- 5月7日　EP「GROWING UP」発売。本作では、作曲者がボーカルを担当するというスタイルをとっている。

1989年
- 11月24日　「夜のヒットスタジオ」のアマチュアバンドコーナーで取り上げられる。

1990年
- 5月25日　1stアルバム「HANKY PANKY」で徳間ジャパンよりメジャーデビュー。
- 11月25日　2ndアルバム「BOP CATS」発売。
- KAZUKIが「ラジオDEごめん」（中京テレビ）でパーソナリティを担当。また、メンバー全員で「今夜は気ままに」（ラジオ福島）パーソナリティを担当。

1991年
- ミズノのCMに出演。
- 10月25日　3rdアルバム「VIVA LA SCANDAL PARTY」発売。数曲歌詞に問題があり、ピー音で修正されている。

1992年
- 事務所の資金繰りが悪化し、徳間ジャパンとの契約を解消される。

1994年
- 2月21日　日本コロムビアより4thアルバム「ROCK'N ROLL PEARL HARBOR」発売。
- 12月1日　ヴァージンキャットレーベルより5thアルバム「ROCK'N ROLL PEARL HARBOR 海賊盤」発売。

1995年
- 4月2日　新宿ロフトでのライブ後、TERU脱退。その後はサポートメンバーを補充し活動を継続。

1996年
- 5月7日　新宿ロフトのライブをもって活動休止。

2009年
- 10月29日　渋谷O-westにて13年ぶりにライブ。以降10月31日に下北沢CLUB Que、12月28日に木更津GRAPHでもライブを行った。なお、2009年以降のライブではTAICHIROが不参加のため、VIBRATE TWO FINGERSのTORIYAとJUNIORのHookerが代理で参加。

2010年
- 10月13日　JPR RECORDSより初のベストアルバム「THE GREAT ROCK'N'ROLL OF CRACK THE MARIAN」、DVD「This is Monster's TV show」（活動当時の映像集）、「Viva la Scandal Party ～09's Teddy Boys～Live at Shibuya O-West」（前年のライブを収録）を発売。
- 10月23日　渋谷O-westにてライブ。

2011年
- 2月2日　新曲、既発曲の新録、ライブ音源で構成された17年ぶりの6thアルバム「OVER 40's TEDDY BOY」発売。ライブ映像を収録したDVDも付属。
- 一昨年、昨年同様数回ライブを行う。

## 作品

### 自主制作EP
- VIVA LA SCANDAL PARTY（1985年12月25日）
- GROWING UP（1987年5月7日）初回分1000枚には、YOJIROがボーカルを担当した「ELIEAIR」のソノシートが付いていた。